# Лейк-Сьюперіор
Верхнє озеро (англ. Lake Superior) — міднорудний район в США, штат Мічиган. Родовище самородної міді розробляються з 1845, мідянисті пісковики — з 1915 року.

## Характеристика
Включає групу родовищ самородної міді і мідистих пісковиків. Загальні запаси близько 9 млн т міді. Пізньодокембрійські вулканогенно-осадові утворення системи Ківіно (лави, конгломерати, сланці, пісковики) складають південне крило синкліналі Великого озера.
Залягання порід ускладнене пологими брахіскладками і розривними порушеннями. Основні мінерали: хлорит, кварц, кальцит, епідот, халькозин, борніт, халькопірит, самородна мідь та срібло.

## Технологія розробки
Розробка — за комплексною технологією. Ведеться збагачення руди.